# L'Invitation aux images
L'Invitation aux images è un film Tv canadese della durata di 52 minuti, diretto da Jocelyn Barnabé, trasmesso il 3 novembre 2003 a cura di Delphis TV e CinéFête e prodotto a cura di InformAction Films Inc.. 

Si tratta di un documentario realizzato in onore del quarantesimo anniversario dell'archivio del cinema conservato nella cineteca québécoise ispirato ad insegnare la storia del cinema ma anche a promuoverla rivelando alcuni dei contenuti dell'archivio conservati sin dal 1963 attraverso i 5 personaggi che rispondono alla richiesta dell'archivista.

## Trama
A seguito dell'invito fatto da un ipotetico archivista (l'attore canadese Roy Dupuis) della cinemateca québécoise che ben incarna lo spirito del luogo, quattro personalità del mondo del cinema québécoise ed un bimbo curioso partono alla ricerca dei tesori che la cineteca nasconde e protegge da ben quarant'anni. Ciò che man mano scoprono sono l'industria del cinema, la storia delle nostre storie, la raccolta delle nostre memorie ed anche una parte di se stessi perché senza la cineteca sarebbe un intero lato della nostra vita collettiva che verrebbe irrimediabilmente danneggiato dalla polvere della dimenticanza.

## Curiosità
- Attraverso il film TV varie figure del cinema québécoise quali Denys Arcand, Paule Baillargeon, Rock Demers, Atom Egoyan, Roger Frappier, Micheline Lanctôt descrivono ciò che per loro significa la cineteca.
- La figura dell'archivista, interpretata dall'attore canadese Roy Dupuis, serve per combinare assieme le varie interviste fatte alle celebrità del cinema e i vari spezzoni dei film al fine di ottenere un vero e proprio documentario.